# 筑波市
もしかして
- つくば市

ではありませんか？